# Home Cookin'
Home Cookin' est un album de soul jazz enregistré en 1958 et 1959 par l'organiste américain Jimmy Smith.
La pochette de l'album représente le musicien debout devant le Kate's Home Cooking, une luncheonette tenue par Kate Bishop près de l'Apollo Theater à Harlem où de nombreux musiciens de jazz comme Count Basie, Fats Domino, Art Blakey et Horace Silver venaient se restaurer lorsqu'ils étaient en concert à l'Apollo. L'album est un hommage à Kate Bishop dont Jimmy Smith appréciait tout particulièrement la cuisine.

## Historique

### Enregistrement et production
L'album Home Cookin' est enregistré lors de deux sessions tenues le 17 juillet 1958 et le 16 juin 1959 respectivement dans le living room des parents de Rudy Van Gelder connu durant les années 1950 sous le nom de « Van Gelder Studio, Hackensack, New Jersey » puis au Van Gelder Recording Studio à Englewood Cliffs dans le New Jersey. Rudy Van Gelder était un ingénieur du son spécialisé dans le jazz, considéré comme l'un des meilleurs ingénieurs de l'histoire de l'enregistrement, dont on estime qu'il a enregistré et mixé plus de 2 000 albums. Son premier studio, connu durant les années 1950 sous le nom de « Van Gelder Studio, Hackensack, New Jersey », était en fait le living room de ses parents, aménagé à la fin des années 1940 et dans lequel il commença à enregistrer pour le label Blue Note en 1953. Ce n'est qu'en 1959 qu'il ouvrira son vrai studio, connu sous le nom de « Van Gelder Studio, Englewood Cliffs, New Jersey »,.
L'album est produit par le fondateur du légendaire label de jazz Blue Note, Alfred Lion, ou Alfred Loew de son vrai nom, un producteur né en Allemagne en 1908 qui voyagea aux États-Unis en 1930 et s'y établit en 1938 pour fuir l'Allemagne nazie,,.

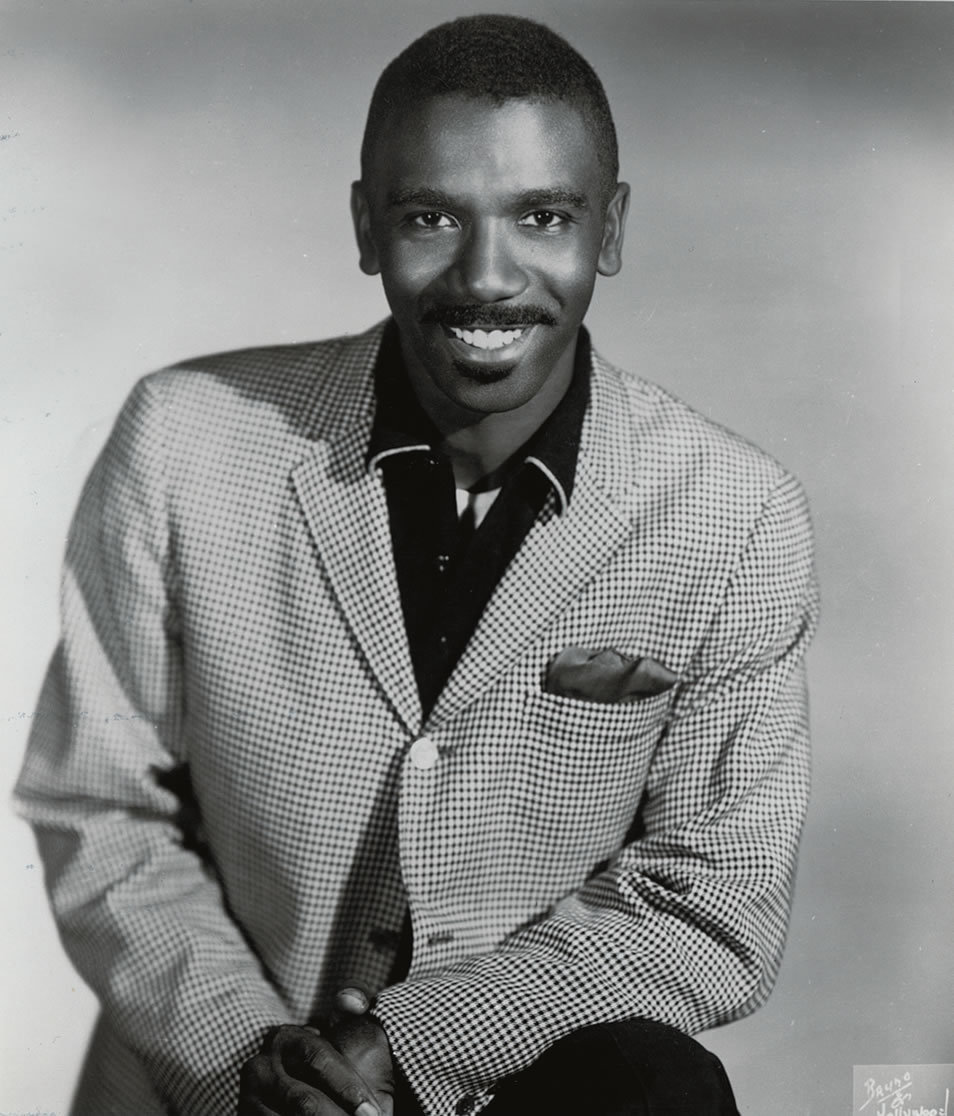
Jimmy Smith.
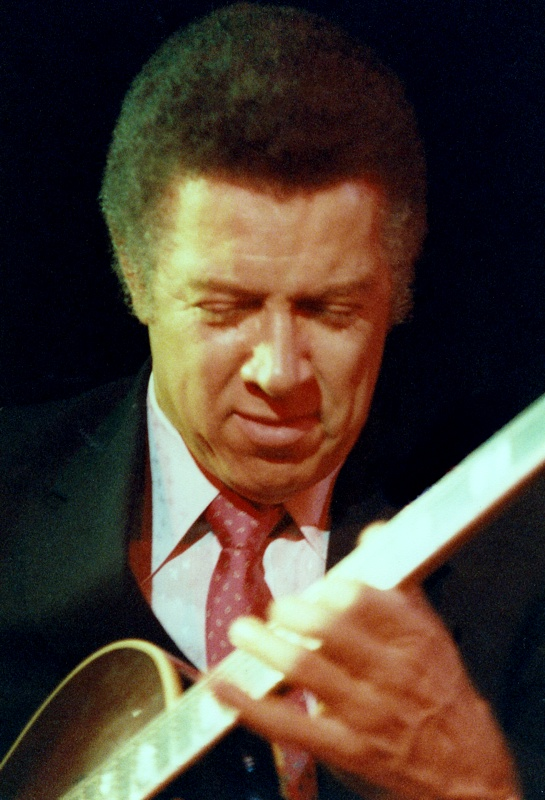
Kenny Burrell.
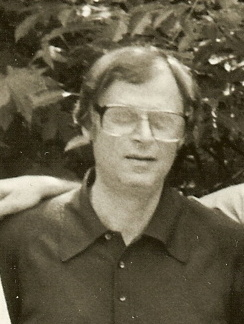
Rudy Van Gelder.

### Publication
L'album Home Cookin' sort en disque vinyle LP en 1961 sous la référence BLP 4050 sur le label Blue Note.
La photographie de la pochette est l'œuvre de Francis Wolff,,, un producteur et photographe né en 1908 en Allemagne et émigré aux États-Unis en 1939, ami d'enfance d'Alfred Lion, le fondateur du label Blue Note, dont Wolff partageait la direction avec Lion,.
La conception graphique de la pochette est l'œuvre de Reid Miles,,, un photographe et designer américain né en 1927 et recruté en 1955 par Francis Wolff pour Blue Note, pour lequel il réalisa des centaines de pochettes d'albums et développa « un langage graphique vraiment unique et caractéristique » en intégrant soit des photos de Wolff soit ses propres photos, en faisant de la monochromie un art et en jouant avec les typographies jusqu'à envahir de lettres les couvertures des albums,.
La notice originale du LP (original liner notes) est de la main d'Ira Gitler (1928 - 2019),, journaliste et historien du jazz et auteur d'une encyclopédie du jazz avec Leonard Feather.

### Rééditions
L'album est réédité par Blue Note en LP à de nombreuses reprises de 1962 à 1992, puis en CD à partir de 1993 par Blue Note et quelques autres labels comme BMG, Hallmark et 	Poll Winners Records.
Il ressort en vinyle en 2021 dans la Classic Vinyl Reissue Series de Blue Note, une série dont les pressages sont entièrement analogiques lorsqu'une source analogique est disponible, et remastérisés dans ce cas par Kevin Gray directement à partir des bandes originales.

## Accueil critique
Le site AllMusic attribue 4 étoiles à l'album Home Cookin'. Le critique musical Lindsay Planer d'AllMusic souligne que « La maîtrise de l'orgue Hammond de Jimmy Smith n'est sans doute nulle part aussi profonde que sur Home Cookin'. Le soutien est assuré par le formidable trio du batteur Donald Bailey, du guitariste Kenny Burrell et du ténor Percy France ». Pour Lindsay Planer « Le catalogue volumineux de Jimmy Smith est remarquablement solide et Home Cookin' est un point de départ recommandé pour les enthousiastes en herbe ainsi qu'une œuvre substantielle pour les initiés ».
Dans la notice originale du LP (original liner notes), Ira Gitler résume cet album en termes très imagés : « Burrell opère à une vitesse particulièrement élevée alors que Smith et Bailey roulent sur l'autoroute à un rythme soutenu. Puis Jimmy s'installe à la place du conducteur et Kenny l'alimente en carburant. Cette voiture n'a que trois cylindres mais quelle puissance ! ».

## Titres
L'album comprend des titres originaux de Jimmy Smith et du guitariste Kenny Burrell, deux musiciens qui ont collaboré pendant plus de cinq décennies.
| 1. | See See Rider  | Ma Rainey                    | 6:32 |
| 2. | Sugar Hill     | Kenny Burrell                | 5:19 |
| 3. | I Got a Woman  | Ray Charles - Renald Richard | 3:52 |
| 4. | Messin' Around | Jimmy Smith                  | 5:54 |

| Face B | Face B         | Face B        | Face B | Face B | Face B | Face B | Face B | Face B | Face B |
| No     | Titre          | Auteur        | Durée  |        |        |        |        |        |        |
| ------ | -------------- | ------------- | ------ | ------ | ------ | ------ | ------ | ------ | ------ |
| 1.     | Gracie         | Jimmy Smith   | 5:51   |        |        |        |        |        |        |
| 2.     | Come on Baby   | Kenny Burrell | 6:48   |        |        |        |        |        |        |
| 3.     | Motorin' Along | Jimmy McGriff | 5:05   |        |        |        |        |        |        |
| 39:21  |                |               |        |        |        |        |        |        |        |

## Musiciens
- Jimmy Smith : orgue Hammond
- Kenny Burrell : guitare
- Percy France : saxophone ténor
- Donald Bailey : batterie